# Ченстоховска архиепархия
Ченстоховската архиепархия (на полски: Archidiecezja częstochowska; на латински: Archidioecesis Czestochoviensis) е една от 14-те архиепархии на католическата църква в Полша, западен обред. Част е от Ченстоховската митрополия.
Ченстоховската епархия е установена на 28 октомври 1925 година от папа Пий XI. Издигната е в ранг на архиепископия и център на новосъздадената Ченстоховска митрополия с булата „Totus Tuus Poloniae Populus“ на папа Йоан-Павел II от 25 март 1992 година. Заема площ от 6 925 км2 и има 807 180 верни. Седалище на архиепископа е град Ченстохова.